# Mars 1880

## Événements
- 5 mars - 17 mai : mission du colonel Paul Flatters au Sahara, au départ de Ouargla, pour reconnaître le tracé d’un futur chemin de fer transsaharien. Il atteint le lac Menkhough mais doit rebrousser chemin.

- 18 mars, France : loi excluant l'enseignement catholique des jurys universitaires.

- 20 mars : Gallieni est mandaté au Soudan français (Mali) par la France pour nouer des relations avec les chefs locaux, établir des comptoirs et construire une voie ferrée pour pénétrer à l’intérieur du continent.

- 22 mars (guerre du Pacifique) : victoire terrestre chilienne à la bataille de Los Ángeles.

- 23 mars : le prince Alexandre Ier de Bulgarie, qui a dû recourir à de nouvelles élections législatives à la Sabranie après son refus de nommer un gouvernement libéral, est désavoué par le pays, qui envoie une nouvelle majorité libérale.

- 29 mars, France : décret obligeant les congrégations à quitter leurs instituts d’enseignement (jésuites, maristes, dominicains, assomptionnistes…).

## Naissances
- 2 mars : Alfred James Lotka, mathématicien et statisticien américain († 5 décembre 1949).
- 21 mars : Hans Hofmann, peintre allemand († 17 février 1966).
- 22 mars : Allison Dysart, Premier ministre du Nouveau-Brunswick
- 29 mars : Walter Edouard Guinness, Lord Moyne, homme politique britannique.

## Décès
- 7 mars : John Martin, homme politique britannique ( ° 1805).
- 14 mars : Pagan Min, roi de Birmanie (détrôné depuis 1853).
- 31 mars : Henryk Wieniawski, compositeur polonais (° 10 juillet 1835).